# PIPELINE PROJECT
PIPELINE PROJECT（パイプライン・プロジェクト）とはTUBEの前田亘輝、春畑道哉を中心に音楽面全般の制作を行うプロジェクトである。

## 概要
名称は、TUBEが1985年にデビューする以前に使用していたアマチュアバンド時代のバンド名称『パイプライン』を由来としている。1996年に発売された菅野美穂の『負けないあなたが好き』が初プロデュース作品とみられ、以降活発に楽曲を提供。1999年にリリースされたMAXの『一緒に…』はNHK紅白歌合戦出場曲となった。
元を辿れば数々のアーティストの楽曲アレンジを担当していた『M-project』が前身だが、『PIPELINE PROJECT』は、前田亘輝、春畑道哉を中心とする点が『M-project』と異なる。『M-project』は、メンバーが固定されておらず、メンバーは流動的だった。
『PIPELINE PROJECT』に移行後、参加メンバーの変化はあったと思われるが前田亘輝、春畑道哉、西村信吾、池田大介、坂基文彦以外に携わる人物が不明な点は『M-project』時代と同じである。
2014年以降、これまでの音楽制作、コンサート演出の他に映画・舞台など制作・プロデュースにも進出し活動の幅を広げている。

## ディスコグラフィー
1. you are the one （1997年1月25日）
2. Victory（東京ヴェルディ1969のテーマ）（2003年3月21日）

## 提供作品

### 作詞・作曲・編曲
- 椎名へきる　
  - The Rain
- 上戸彩　
  - 感傷
  - MERMAID
- MAX
  - あの夏へと
  - 夏よ咲いて
  - 一緒に…
- Folder5
  - Final Fun-Boy
- V6
  - 情熱のRainbow
- 中武佳奈子
  - 約束
  - サンキュッ!
- 菅野美穂
  - 負けないあなたが好き
  - あの娘じゃない
- 坪倉唯子
  - 青のレクイエム
  - LOVE DEEPER
- MISSON
  - かわいいんじゃない?
  - 好きだから
  - Power Game
- 佳原ゆみ
  - Don't you hold me tight?
  - Love Letter
- ITSUKI
  - Darlin'
  - MELODY
- 福岡県立福岡魁誠高等学校校歌 
  - THE WAY TO MY DREAMⅢ

### 作曲・編曲
- V6
  - 出せない手紙

### 作曲のみ
- 椎名へきる
  - Everlasting Train-終わりなき旅人-
  - -赤い華- You're gonna change to the flower
  - いつまでも…
- MAX
  - POWDER SHADOW
- M-VOICE
  - SEASON
  - SWEET RADIO
  - You Are My Island
  - ラベンダー

### 編曲のみ
- folder5
  - 灼熱 〜SUMMER BIRTHDAY〜
- リュ・シウォン
  - Ride on summer（KAZと共同）
  - ひまわりのRhapsody
  - アジサイ（KAZと共同）
  - 必然のラブストーリー（cocomiと共同）
  - 桜
  - 僕の天使（佐藤晶と共同）
  - with you

### 舞台プロデュース
- 「読モの掟!」（2014年5月28日 - 6月1日、新宿村LIVE）
- 「結婚の偏差値 II DEAD OR ALIVE」（2014年9月10日 - 23日、新宿村LIVE）
- 「新・幕末純情伝」（2015年1月7日 - 11日、新国立劇場）
- 「結婚の偏差値 III 純愛」（2015年9月9日 - 13日、CBGKシブゲキ!!）